# هاري كرامر (أستاذ جامعي)
هاري كرامر (بالألمانية: Harry Kramer)‏ هو نحات ألماني، ولد في 25 يناير 1925 في لينغن في ألمانيا، وتوفي في 21 فبراير 1997 في كاسل في ألمانيا.

## وصلات خارجية
- هاري كرامر على موقع IMDb (الإنجليزية)
- هاري كرامر على موقع مونزينجر (الألمانية)